# Dina Mariana
Dina Mariana Heuvelman (Yakarta, 21 de agosto de 1965-Yakarta, 3 de noviembre de 2024) fue una cantante y actriz indonesia. Fue una afamada cantante infantil en los setenta en una agrupación junto a Adi Bing Slamet, Iyut Bing Slamet y Chicha Koeswoyo.

## Carrera profesional
Durante los años posteriores de sus primeros éxitos, se siguió refiriendo a Dina Mariana como una cantante infantil, a pesar de haber cosechado éxitos como cantante adolescente con la canción «Ingat Kamu» a finales de los años ochenta. A lo largo de su carrera, publicó 35 álbumes y protagonizó 21 largometrajes, una teleserie y tres telenovelas independientes.
Desde 1990 estuvo casada con Radian Ratulangi Sugandi, con quien tuvo tres hijos. Falleció el 3 de noviembre de 2024 a los 59 años de edad.

## Discografía
- "Pop Anak-anak" (1974)
- "Jual Kue" (1975)
- "Kisah Abunawas" (1976)
- "Pinokio" (1977)
- "Teman Sehati" (1977)
- "Mencari" (1977)
- "Pop Remaja Vol. 1" (1978)
- "Pop Remaja Vol. 2" (1978)
- "Pop Remaja Vol. 3" (1979)
- "Cubit" (1981)
- "Kau Bukan Milikku Lagi" (1981)
- 'Bunga Masih Bersemi" (1982)
- "Hati yang Kesepian" (1982)
- "Si Kura-kura" (1982)
- "Malu Dong Ah" (1983)
- "Idih... Idih... Kamu" (1983)
- "Ala... Mak" (1983)
- "Hati Lebur Jadi Debu" (1983)
- "Lelaki" (1984)
- "Jejaka" (1984)
- "Pop Bossa" (1984)
- "Surabaya" (1985)
- "Tante Cerewet" (1986)
- "Jejaka Aku Cinta Kamu!" (1986)
- "Pak Penghulu" (1987)
- "Komputer Cinta" (1987)
- "Gengsi Dong Aaa" (1987)
- "Ada-ada Saja" (1988)
- "Si Dia" (1988)
- "Ingat Kamu" (1988)
- "Akulah Isabella Kekasihmu" (1989)
- "Sekeranjang Cinta" (1990)
- "Boleh... Boleh... Boleh..." (1994)
- "12 Kumpulan Lagu Anak Indonesia" (2007)
- "Nuansa Cinta" (2008)

## Filmografía
- Demi Cinta (1974)
- Rahasia Gadis (1975)
- Ridho Allah (1977)
- Ayah Tiriku Ibu Tirimu (1977)
- Senyum Nona Ana (1977)
- Si Boneka Kayu, Pinokio (1979)
- Ira Maya Si Anak Tiri (1979)
- Ira Maya dan Kakek Ateng (1979)
- Nakalnya Anak-Anak (1980)
- Di Sini Cinta Pertama Kali Bersemi (1980)
- Merenda Hari Esok (1981)
- Bukan Impian Semusim (1981)
- Tangan-Tangan Mungil (1981)
- Saat-Saat Kau Berbaring di Dadaku (1984)
- Persaingna Remaja (1984)
- Biarkan Kami Bercinta (1984)
- Duel (filem Indonesia)|Duel (1984)
- Gairah Pertama (1984)
- Bisikan Setan (1985)
- Yang Masih di Bawah Umur (1985)
- Opera Jakarta (1985)